# Montecatini
La société Montecatini S.p.A. a été une importante société chimique italienne qui fusionna en 1966 avec la société italienne d'énergie Edison SpA pour former le groupe Montedison, un grand groupe spécialisé dans la chimie fine.

## Historique

### L'origine
La société a été créée en 1888, sous la raison sociale Società anonima delle miniere di Montecatini ("Société anonyme des mines de Montecatini"), pour l'exploitation du minerai de cuivre de Montecatini Val di Cecina.
Pendant plus de dix ans, la société exploite la mine de Caporciano, puis, à la suite de la découverte de pyrite de fer dans la Maremme, l'entreprise se tourne vers la production d'acide sulfurique.

### L'ère Fauser et les fertilisants
En 1910, Guido Donegani est nommé à la direction de la société. Il joue un rôle déterminant dans l'histoire de l'entreprise et de son développement futur. Sous sa direction, après la Première Guerre mondiale, la société fait son entrée dans le secteur des produits chimiques et devint rapidement leader dans le secteur de la production de fertilisants à base de phosphates azotés, ainsi que du sulfate de cuivre. Ces résultats de première importance dans ce domaine sont dus à l'étroite collaboration qui remontait à 1921 avec Giacomo Fauser, un ingénieur chimiste de Novara qui avait mis au point un nouveau système pour la production d'ammoniaque pour un coût peu élevé. C'est précisément ce même procédé qui permettait d'extraire l'azote de l'air et de le transformer en ammoniaque, procédé beaucoup plus économique que celui qui consistait à extraire l'ammoniaque des excréments des animaux.

### La croissance
Au cours des années qui suivent, Montecatini développe ses activités également dans d'autres domaines, dans les secteurs connexes, à travers la création de nouvelles sociétés, Montecatini devient une des groupes industriels les plus importants d'Italie mais aussi d'Europe. En particulier :
- en 1928 en coentreprise avec Rhône-Poulenc, est créée Rhodiaseta, puis Rhodiatoce pour la production de fibres d'acetate de cellulose et ensuite des polyamides nylon,
- en 1931, création de ACNA ("Azienda Coloranti Nazionali e Affini") spécialisée dans les colorants et dérivés,
- en 1935, en coentreprise avec Rhône-Poulenc, création de Farmitalia,
- en 1936, création en association avec l'État Italien, de l'Anic "Azienda Nazionale Idrogenazione Combustibili" (Société Italienne hydrogénation combustibles), pour la production de gaz liquéfiés et de lubrifiants,
- Montecatini créa également une filiale en Éthiopie, lorsque le pays fut conquis par le régime fasciste de Mussolini, à travers la société Comina.

De nombreuses acquisitions d'entreprises donnèrent une taille de géant à Montecatini qui comptait, à la fin des années 1930, plus de cinquante mille salariés avec des secteurs d'activités qui allaient des mines d'alunite, de blende, de galène, de marbre, de pyrite, de soufre, au secteur métallurgique avec l'aluminium, le plomb, le zinc, en passant par l'industrie pharmaceutique et allant jusqu'aux colorants, des explosifs aux fibres synthétiques, des matières plastiques aux engrais. Montecatini possédait également plusieurs centrales électriques et de nombreuses lignes à haute tension (la nationalisation du secteur de l'énergie électrique n'interviendra en Italie qu'en 1964).
Après la Seconde Guerre mondiale, sous la direction de Piero Giustiniani, Montecatini s'engage dans un nouveau domaine d'activité, celui des hydrocarbures et de la pétrochimie.

### La coloration avec Natta
Au début des années 1950, une fructueuse collaboration débute avec un ingénieur originaire de Gênes, Giulio Natta. Les études conduites par Natta sur la synthèse des polymères le conduisent en 1954 à l'invention de la molécule du polypropylène isostatique. Ce polymère est caractérisé par une charge élevée à la rupture, une basse densité et une bonne résistance thermique comme à l'abrasion.
Moins de quatre ans après sa découverte, la production du polypropylène est lancée. Le brevet du Moplen couvre la production d'objets en plastique de toute nature : objets ménagers, jouets, joints et petites boîtes alimentaires.

### La crise
En 1959, Montecatini lance la construction d'une nouvelle usine à Brindisi, dans le sud de l'Italie, pour la production des dérivés en polypropylène, grâce au financement de la Cassa per il Mezzogiorno, organisme d'État qui participait au financement du développement industriel du sud de l'Italie.
Cette réalisation coûte le poste de directeur à Giustiniani. La réalisation de l'usine se révélera très hasardeuse, avec une conception bâclée induisant des surcoûts importants, des retards dans le lancement des fabrications qui diminuèrent les subventions apportées par l'État, creusèrent un premier trou dans les comptes de la société.
Après la démission de son président, l'entreprise connaît une période d'incertitude aggravée par une lutte pour le pouvoir qui dure cinq ans.

### La naissance du groupe Montedison
La situation incertaine de Montecatini se poursuivit jusqu'en 1966, quand la banque d'affaires milanaise Mediobanca, avec à sa tête Enrico Cuccia, imagine et obtient de fusionner les deux entreprises Montecatini et Edison SpA pour créer Montedison.